# 法国电影

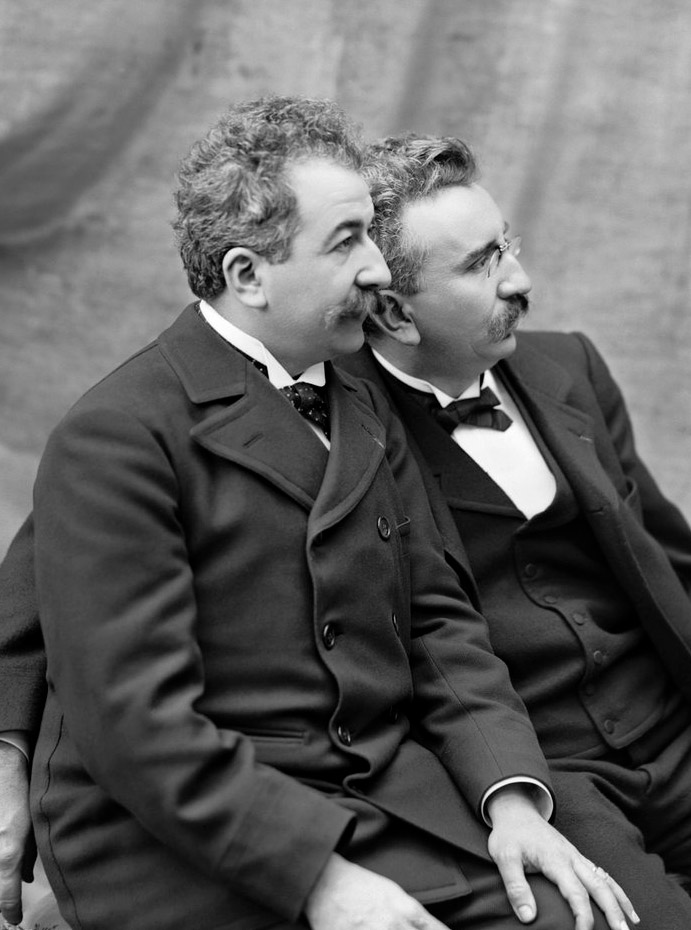
盧米埃兄弟

法國電影（法語：Cinéma français）是指在法國製作或由法國人製作的電影。法國是電影的發源地，盧米埃兄弟被認為對於電影的發展有巨大的貢獻 。而法國電影的發展對於其他國家的電影也有深遠的影響，例如法國新浪潮運動。

## 歷史
電影誕生於1895年12月28日，第一次公映是在巴黎Grand咖啡館的“印度沙龍”，放映了盧米埃爾兄弟的十部主題簡單的一分鐘影片（《嬰兒喝湯》（Baby eating his soup）、《大牆爆破》（Demolition of a wall）等），第一天有35個觀眾，後來每天有2500個。
用讓-呂克·戈達爾的話說，如果盧米埃爾兄弟是最後的印象派，那麼喬治·梅裏愛就是新藝術的第一個詩人。在他的攝影棚（他內心是個賭徒），他再造了新聞事件，拍攝了一些魔術電影如《月球旅行記》（A Trip to the Moon）。公眾很喜歡它。同一的公眾隨之追捧路易·弗亞德的神秘電影系列《芳湯瑪斯》（Fantômas）和《吸血鬼》（The Vampires）。

### 默片高峰/法國先鋒電影
第一次世界大戰末期，法國出現了印象派電影，像馬賽爾·萊皮埃等電影導演偏愛簡單的有大量感覺和跳躍性的虛構敍事組成的故事，這在當時很常見。1924年，一種象徵性的先鋒電影加入了印象派電影。這次先鋒電影由“達達運動”的雕塑藝術家馬塞爾·杜尚和曼·雷組成，他們放棄了敍事來創造正式的視覺詩歌，如費爾南德·萊熱的《機器舞蹈》和路易·布努埃爾和他的《一條安達魯狗》。

### 三十年代
三十年代初，銀幕不僅能夠被看見，而且也能夠被聽到。在法國，雷內·克雷爾和讓·維果帶來了詩歌現實主義，後者導演了《亞特蘭大號駁船》（L’Atalante），這是他的代表作和這次運動最華美的表現。讓·維果去世之後，朱利恩·杜維威爾和馬塞勒·卡內使詩歌現實主義電影獲得了更高的社會地位。最終，讓·雷諾瓦的電影隨著1939年的《遊戲規則》（La règle du jeu）而在同行中興盛起來。這部“幻想劇”表現了處於二戰邊緣的法國社會的問題。它拍攝於1939年7月，引來噓聲一片。幾周之後，二戰就爆發了。

### 佔領期的法國電影
最有天賦的電影導演的流亡使得一些新的有才華的導演的出現，如羅貝爾·布萊松、馬賽勒·卡內，後者拍攝了佔領期的第一部偉大電影《夜間來客》（Les visiteurs du soir），而且推出了一系列把避難融入超自然力的電影，來避免處理一些時代話題。但是有一個例外：亨利·喬治·克魯佐導演的《烏鴉》（Le corbeau）。

### 戰後的轉變
二戰後，法國電影並沒有恢復往昔的光輝。然而，有四位電影導演仍是出類拔萃的：讓·雷諾瓦、馬克斯·歐弗斯、羅貝爾·布萊松和雅克·塔蒂。拒絕傳統電影的布萊松把注意力集中到了角色的表演上，他總是使用非專業演員。他逐漸把音樂從他的電影中過濾掉了。雅克·塔蒂把噪音當作插科打諢的靈感，他的英雄，胡洛先生（他自己）在一個被荒誕統治的詩意世界上進化著。1956年，《上帝創造女人》像一股雷暴般爆炸開來。這種對淫邪的頌揚宣告了未來新浪潮的大膽。

### 新浪潮
多虧了輕便的新攝像機和易感光膠片，新浪潮的電影導演們離開攝影棚到外面去拍攝。帶領一個最小的劇組，他們拍攝得很快，預算很低。他們選擇每一項大膽的技術，拒絕按場面調度的經典規則去拍攝，完全自由地表現當代話題，貼近他們所關注的東西。 在法國，查布落是第一個拍攝新浪潮長片的電影導演，這部影片即是攝於1958年的《漂亮的塞爾日》（Le beau serge）。但是1959年讚譽來臨了，杜魯福在坎城影展上由於其第一部長片《四百擊》（Les 400 coups）摘得了最佳導演獎，它講述了一個英俊的小偷男孩逃跑的不幸遭遇。第二年，尚盧·高達拍攝了這次運動的主導影片《筋疲力盡》（A bout de souffle），是一個羅曼蒂克和鋌而走險的青年的謝罪故事，它由杜魯福編劇。弗朗索瓦-特吕弗 凭借其诗意的电影，是唯一一个不像戈达尔那样成功地从先锋派电影过渡到娱乐电影的人。他继续他的处女作，在影片中他的另一个自我让-皮埃尔-莱奥和女演员克劳德-杰德在其他影片中扮演角色。
克劳德·杰德  德是特吕弗最喜爱起用的演员之一，2人曾合作的电影包括《偷吻》、《爱情逃跑》及《婚姻生活》等，她死前正为一齣电视电影准备，希望在明年1月可以投入演出。

### 新近
接下來的數十年，既有新浪潮傳統又有新的電影導演的出現，比如七十年代的貝特朗·塔維尼埃、亞倫・科諾、 克勞德·米勒、莫里斯·皮亞拉。
七十年代對於新的電影明星也具有相同的意義，包括伊莎貝爾·阿佳妮和熱拉爾·德帕迪約。伊莎貝爾·阿佳妮不經常出現在銀幕上，但是從《情淚種情花》（The Story of Adele H）到《瑪爾戈王后》（Queen Margot），她的每次表演都是一次重大事件。相反，熱拉爾·德帕迪約是一個連續不斷的表演者。他的表演包含了各種類型，從《跳華爾滋的人》（Going Places）中的小阿飛，到根據法國作家左拉的小說《萌芽》（Germinal）和巴爾扎克的小說《夏蓓爾上校》（Le Colonel Chabert）改編的歷史角色。
八十年代是一代人關注美麗圖像的美感和天分的時代：《歌劇紅伶》（Diva）中的閣樓變得像尚賈克貝內的《巴黎野玫瑰》（Betty Blue）中碧翠斯·黛兒的嘴巴一樣著名。年輕一代的偶像是呂克·貝松，他的《碧海藍天》（The Big Blue）達到了另類電影的地步。九十年代初期，演員克利斯蒂安·克拉維埃在影片《時空急轉彎》（Les Visiteurs）中正式成為新的路易·德·菲耐斯。
如今，法國電影提供了一塊獨一無二的作者調色板：阿蘭·雷斯奈斯、安德列·泰西內、讓-保羅·拉珀諾（《屋頂上的騎兵》（Le Hussard sur le Toit），茱麗葉・比諾什主演）、貝特朗·塔維尼埃和克勞德·勒魯什（《愛的勇氣》（Le courage d’aimer）），同時不要忘了新一代電影導演，他們的代表如：阿諾·德斯普裏欽、勞倫斯·弗瑞拉·巴博薩、馬里恩·弗諾克斯、托涅·馬歇爾、巴斯卡·費蘭和馬修·卡索維茨。

## 外部連結
- Unifrance.org （页面存档备份，存于）
- Sacramento French Film Festival
- Biographies and autographs of French cinema stars （页面存档备份，存于）